# Ожи (Эна)
Ожи́ (фр. Augy) — коммуна во Франции, находится в регионе Пикардия. Департамент коммуны — Эна. Входит в состав кантона Фер-ан-Тарденуа. Округ коммуны — Суасон.
Код INSEE коммуны — 02036.

## Население
Население коммуны на 2010 год составляло 90 человек.
| 1962 | 1968 | 1975 | 1982 | 1990 | 1999 | 2010 |
| ---- | ---- | ---- | ---- | ---- | ---- | ---- |
| 80   | 77   | 72   | 67   | 62   | 70   | 90   |

## Экономика
В 2010 году среди 54 человек трудоспособного возраста (15—64 лет) 42 были экономически активными, 12 — неактивными (показатель активности — 77,8 %, в 1999 году было 78,3 %). Из 42 активных жителей работали 38 человек (21 мужчина и 17 женщин), безработных было 4 (2 мужчин и 2 женщины). Среди 12 неактивных 5 человек были учениками или студентами, 3 — пенсионерами, 4 были неактивными по другим причинам.